# Vedran
Vedran je moško osebno ime.

## Izvor imena
Ime Vedran je slovansko in tvorjeno iz pridevnika véder ali glagola vedríti s končnico -an. Imeni Vedran in Vedrana sta pomensko sorodni z imenom Jasna.

## Različice imena
- moške različice imena: Vedranko, Vecko, Veco, Vedi
- ženske različice imena: Vedrana, Vedranka

## Pogostost imena
Po podatkih Statističnega urada Republike Slovenije je bilo na dan 31. decembra 2007 v Sloveniji število moških oseb z imenom Vedran: 110.

## Osebni praznik
Ime Vedran bi koledarsko lahko uvrstili k imenu Jasna.